# الدوري الألماني الشرقي 1986–87
الدوري الألماني الشرقي 1986–87 هو الموسم 40 من الدوري الألماني الشرقي. أقيم خلال الفترة 16 أغسطس 1986 وحتى 6 يونيو 1987، وأشرف على تنظيمه الاتحاد الأوروبي لكرة القدم، وكان عدد الأندية المشاركة فيه 14، وفاز فيه دينامو برلين.